# Synegia varians
Synegia varians là một loài bướm đêm trong họ Geometridae.